# 鲍里斯·多布罗杰耶夫
鲍里斯·季霍诺维奇·多布罗杰耶夫（俄语：Борис Тихонович Добродеев，1927年4月28日—2022年9月23日），俄罗斯編劇。

## 生平
1927年出生于沃罗涅日。1949年毕业于莫斯科全联盟国立电影学院编剧系，曾任莫斯科电影制片厂剪辑师。1957年后开始从事编剧工作，主要担任了《第一個教師》《红色外交官列昂尼德·克拉辛生平》《卡尔·马克思的青年时代》等历史传记类纪录片的编剧。1975年加入苏联作家协会。2022年9月23日逝世。

## 荣誉
- 三级祖国功勋勋章（2022年5月18日）[3]
- 友谊勋章（2017年）
- 荣誉勋章（1981年）
- 俄罗斯苏维埃联邦社会主义共和国功勋艺术工作者荣誉称号（1985年10月21日）
- 列宁奖（1982年）
- 瓦西里耶夫兄弟俄罗斯苏维埃联邦社会主义共和国国家奖（1977年）
- 舍甫琴科乌克兰苏维埃社会主义共和国国家奖（1985年）

## 家庭
有两个儿子：
- 德米特里·多布罗杰耶夫（1950年3月20日－），作家，曾任自由欧洲电台新闻编辑。
- 奥列格·多布罗杰耶夫（1959年10月28日－），新闻工作者，2004年起任全俄国家电视广播公司总裁。